# Svepravaška organizacija
Na inicijativu obnovljene Stranke prava u Dalmaciji, održana je u srpnju 1911. konferencija koja je postavila temelj zajedničkoj organizaciji Starčevićeve stranke prava, Hrvatske kršćansko-socijalne stranke prava (u koju je tada bila uklopljena i Čista stranka prava), dalmatinske Stranke prava, istarskih pravaša te Hrvatske katoličke udruge i Hrvatske narodne zajednice u Bosni i Hercegovini. 
Na sjednici od 4. listopada 1911. koja se je održala u Zagrebu, a koja je okupila predstavnike pokrajinskih pravaških stranaka uspostavljena je Vrhovna uprava ujedinjene Stranke prava za sve hrvatske zemlje, Svepravaška organizacija za sve hrvatske zemlje. Uključena je bila i neformalna skupina pravaške mladeži, zvana Mladohrvati. Za predsjednika je izabran Mile Starčević, dok je potpredsjednik bio Aleksandar Horvat. Za rizničara izabran je svećenik Josip Pazman. Time je na neki način obnovljena stara Stranka prava, nasuprot onoj koju su domovinaši pretvorili u Hrvatsku stranku prava, članicu Hrvatsko-srpske koalicije. Time pravaši žele nastupiti zajedno protiv bilo kakvog ujedinjenja hrvatskih zemalja mimo hrvatskoga državnog prava i jedinstvenoga hrvatskog suvereniteta, dakle bez podjele suvereniteta sa Srbima u Hrvatskoj i ujedinjenja sa Srbijom. Također se protive mađaronstvu i suradnji s Mađarima, znajući da oni ne će nikada pristati na trijalizam, već se radije oslanjanju na Beč, iako ni oko toga nije bilo jedinstva. Naime dok se predstavnici Starčevićeve stranke zalažu za samostalnu hrvatsku, "bez pokrovitelja", ostali su realniji i radije se oslanjaju na vladajuću dinastiju. No u ujedinjenoj Stranci prava tzv. starčevićanci su bili jači od tzv. frankovaca, a podupirali su ih načelno i dalmatinski i istarski pravaši. U toj složenoj situaciji dogovoren je određeni konsenzus. Tako ujedinjeni pravaši šalju Memorandum caru i kralju Franji Josipu i prijestolonasljedniku Franji Ferdinandu, koji je potpisalo 55 predstavnika svih pravaških skupina. Pravaši tad zahtijevaju sjedinjenje i suverenost hrvatskih zemalja te trijalističko uređenje Monarhije, no ne dobivaju nikakav odgovor. 
Tijekom 1912. trebalo je urediti odnose između Svepravaške organizacije i Sveslovenske pučke stranke, radi stvaranja zajedničkog nastupa. Do sastanka je došlo u Beču te je dogovoreno da su Hrvati i Slovenci jedan narod i odlučeno da Sveslovenska pučka stranka prihvaća program Stranke prava. Ubrzo nakon toga Svepravaška organizacija bila je pred razbijanjem od režima, jer je ocijenjeno da nije oslonac prijestolonasljednika Franje Ferdinanda. Jasno, pogodovala su i unutarnja neslaganja.
Nakon raspada Svepravaške organizacije, 1913., pojedine sastavnice nastavljaju djelovati samostalno: Hrvatska kršćansko-socijalna stranka prava, Čista stranka prava, Starčevićeva stranka prava i ostale.